# География на Лаос
Лаос е държава в Югоизточна Азия, заемаща източните части на полуостров Индокитай, без излаз на море. Площта ѝ е 236 800 km², а населението на 1 януари 2021 г. възлиза на 7 123 000 души. Столица е град Виентян.

## Географско положение, граници, големина
Лаос е държава в северната част на Югоизточна Азия, заемаща източните райони на полуостров Индокитай, без излаз на море. На северозапад Лаос граничи с Мианмар (дължина на границата 235 km), на север – с Китай (391 km), на изток – с Виетнам (1693 km), на юг – с Камбоджа (404 km) и на запад – с Тайланд (1635 km). Общата дължина на границите (само сухоземни) е 4358 km. Преобладаващата част от границите ѝ преминават през планински райони, а на запад от границите ѝ с Мианмар и Тайланд са основно речни (по река Меконг). Дължина от север на юг – 600 km, ширина от запад на изток – от 50 до 280 km. В тези си граници заема площ от 236 800 km².
Крайни точки:
- на север – провинция Пхонгсали, граница с Китай 22°30’32” с.ш.
- на юг – провинция Чампасак, граница с Камбоджа 13°54’32” с.ш.
- на запад – провинция Бокео, граница с Мианмар и Тайланд, ляв бряг на река Меконг 100°05’10” и.д.
- на изток – провинция Секонг, граници с Виетнам 107°38’06” и.д.

## Природа

### Релеф, геоложки строеж, полезни изкопаеми
Лаос е предимно планинска страна заета от средно високи планини, изградени най-вече от гранити и гнайси и пясъчниково-варовикови плата. В големия завой на река Меконг е разположена планината Тран Нин, изградена основно от горнопалеозойски скали, в която се издига връх Биа (2820 m), най-високата точка на страната. На изток на територията на Лаос навлизат участъци от Анамските планини – западните склонове на планината Чионг Шон изградена от гранити и варовици, нацепена от разломи на отделни масиви с куполообразни върхове с височина от 1500 до 2711 m (връх Сайлайленг, на границата с Виетнам). Този склон на планината стъпаловидно се спуска към алувиалната низинна долина на река Меконг. В най-южните части е разположено базалтовото плато Боловен с височина до 1572 m. На платото Сианг Кхуанг се експлоатира голямо находище на желязна руда, а са установени и промишлени залежи на калай и други цветни и редки метали.

### Климат, води
Климатът на Лаос е субекваториален, мусонен. Средната януарска температура е от 15°С на север до 23°С на юг, а понякога в планините температурите падат и под 0°С. През лятото температурата повсеместно е висока (през юли 28 – 30°С). Годишната сума на валежите варира от 1500 – 1700 mm в равнините до 3000 mm в планините. Дъждовният сезон продължава от юни до октомври. Най-голямата река в страната е Меконг, която в по-голямата си част протича по западната граница. Тя е плавателна за местно корабоплаване на отделни участъци, а нейните притоци имат предимно планински характер. Най-големите са: У (448 km), Нгум (354 km), Тха (215 km), Кадин (138 km) и Бангхианг. На изток в пределите на страната преминават горните участъци на реките Ка (513* km) и Ма (512* km), вливащи се в Тонкинския залив (Бакбо).

### Почви, растителност, животински свят
В страната преобладават планинските латеритни почви. Над 2/3 от територията на Лаос е покрита с мусонни гори, съставени основно от тиково, розово, черно, сандалово и др. дървета и много видове бамбук. Над 1000 m н.в. виреят вечнозелени широколистни гори с магнолии и лаврови дървета, а най-високите части на планините са заети от смесени гори (дъб, бор). По платата и в долините са развити вторични савани. Животинският свят на страната е богат и разнообразен. От големите животни се срещат слонове, тигри, леопарди, пантери, белогърдести мечки, диви свине, диви говеда, маймуни (гибони, макаци, тънкотели). Има многочислени влечуги (кобри, питони, гущери, крокодили). Много разнообразна е и птичата фауна (пауни, папагали, диви петли). Широко са разпространени и различните видове прилепи.